# Martin Friedrich Friese
Martin Friedrich Friese (auch: Frieß, Friess; * 20. September 1632 in Merseburg; † 14. August 1700 in Leipzig) war ein deutscher Mediziner.

## Leben
Der Sohn des Tuchhändlers Martin Friese (* 4. August 1596 in Sommerhausen, Franken; † 28. Juni 1657 in Leipzig) und dessen Frau Gertraud, Tochter des Leipziger Ratsmanns und Baumeisters Caspar Bose, wurde in Merseburg geboren, wohin seine Familie im Dreißigjährigen Krieg wegen einer Seuche geflüchtet war. Nach seiner Grundausbildung in Leipzig nahm er am 20. August 1650 ein Studium an der Universität Wittenberg auf.
Im Wintersemester 1651 wechselte er an die Universität Leipzig, wo er am 19. Dezember 1651 Baccalaureus und am 27. Januar 1653 Magister der Philosophie wurde. Im Anschluss begab er sich auf eine Bildungsreise, die ihn nach Holland, England, Frankreich und Italien führte. Zurückgekehrt nach Leipzig promovierte er zum Doktor der Medizin, wurde Professor der Physiologie und später der Pathologie.
Er beteiligte sich an den organisatorischen Aufgaben der Hochschule. So war er Decemvir der Hochschule, mehrfach Dekan der medizinischen Fakultät und im Wintersemester 1687 Rektor der Alma Mater.
Friese hinterließ diverse aus der universitären Hochschultätigkeit hervorgegangene Disputationen medizinischen Inhalts. Nachhaltigkeit bei seiner Arbeit wurde nicht festgestellt, so dass seine Person ins Vergessen geriet.

## Weblink
- Druckschriften von und über Martin Friedrich Friese im VD 17.